# Etemenanki
Etemenanki (en sumeri, 𒂍𒋼𒀭𒆠; El temple de la creació del cel i de la terra) era el nom d'un zigurat dedicat a Marduk a la ciutat de Babilònia construït al segle vi aC per la dinastia Caldea. Originalment de set pisos d'alçada, actualment se'n conserven unes poques runes. Etemenanki s'identifica amb la bíblica Torre de Babel.

## Construcció
No es coneix exactament la data de construcció d'aquest zigurat; probablement existia un primer zigurat abans del regnat de Hammurabi (1728-1686 aC). Sobre ixa data de construcció només tenim referències indirectes, com ara el poema sobre la creació de Babilònia Enûma Elish, que és contemporani a Hammurabi i en el qual es relata la creació del món. Segons aquest poema el temple d'Esagila es va crear al mateix temps que el món, atès que Etemenanki formava part del mateix complex de temples que estaven dedicats al deu Marduk, es pot intuir que aquest ja estava construït en aquesta data. Tampoc no es coneix exactament la data de la construcció del complex però es pot deduir que es força anterior a aquest poema.
L'edifici va experimentar múltiples transformacions des de l'estructura original. La més important de totes aquestes la va portar a terme Nabopolassar després de la destrucció de la ciutat per Senaquerib l'any 689 aC, més tard Nabucodonosor II va fer importants reformes donant-li el seu aspecte definitiu; en aquest moment el zigurat comptava amb set pisos, damunt dels quals s'ubicava el temple pròpiament dit.

## Referències al zigurat

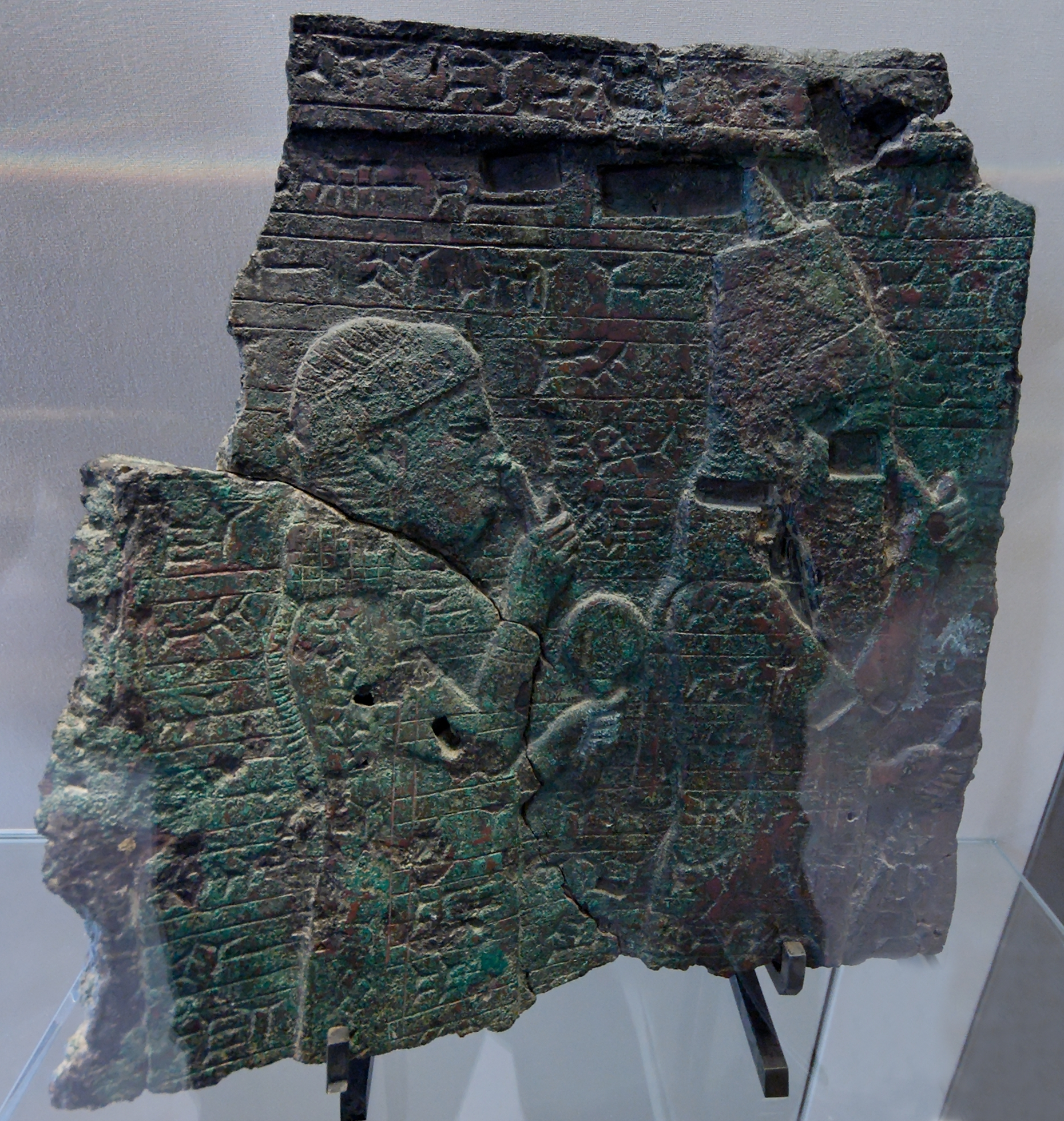
Esarhaddon, un dels reconstructors d'Etemenki, Babilònia, bronze (París, Louvre).